# Chriodes koshunensis
Chriodes koshunensis là một loài tò vò trong họ Ichneumonidae.